# Lakemore
Lakemore és una població dels Estats Units a l'estat d'Ohio. Segons el cens del 2000 tenia 2.561 habitants.

## Demografia
Segons el cens del 2000, Lakemore tenia 2.561 habitants, 969 habitatges, i 704 famílies. La densitat de població era de 677,3 habitants per km².
Dels 969 habitatges en un 32,1% hi vivien nens de menys de 18 anys, en un 52,3% hi vivien parelles casades, en un 13,5% dones solteres, i en un 27,3% no eren unitats familiars. En el 21,7% dels habitatges hi vivien persones soles el 8,9% de les quals corresponia a persones de 65 anys o més que vivien soles. El nombre mitjà de persones vivint en cada habitatge era de 2,64 i el nombre mitjà de persones que vivien en cada família era de 3,07.
Per edats la població es repartia de la següent manera: un 24,9% tenia menys de 18 anys, un 9,1% entre 18 i 24, un 29,9% entre 25 i 44, un 24,7% de 45 a 60 i un 11,4% 65 anys o més.
L'edat mediana era de 36 anys. Per cada 100 dones de 18 o més anys hi havia 96,2 homes.
La renda mediana per habitatge era de 34.129 $ i la renda mediana per família de 37.174 $. Els homes tenien una renda mediana de 31.288 $ mentre que les dones 22.019 $. La renda per capita de la població era de 14.837 $. Aproximadament el 7,4% de les famílies i el 10,1% de la població estaven per davall del llindar de pobresa.

## Poblacions més properes
El següent diagrama mostra les poblacions més properes.